# Desa Gudang (administrativ by i Indonesien, lat -6,72, long 107,23)
Desa Gudang är en administrativ by i Indonesien.   Den ligger i provinsen Jawa Barat, i den västra delen av landet, 70 km sydost om huvudstaden Jakarta. Desa Gudang ligger vid sjön Waduk Cirata.